# Portret Karola IV (1789)
Portret Karola IV (hiszp. El rey Carlos IV de rojo) – obraz olejny hiszpańskiego malarza Francisca Goi (1746–1828) przedstawiający króla Karola IV z dynastii Burbonów. Obraz powstał w 1789 roku, a od 1911 roku należy do zbiorów Prado. Nieco większa kopia tego portretu (Król Karol IV również wykonana przez Goyę) znajduje się w siedzibie Królewskiej Akademii Historii w Madrycie. Rok później Goya namalował kolejną kopię (Portret Karola IV) zmieniając kolor szat króla na ciemnoniebieski.
W 1788 roku zmarł Karol III, król Hiszpanii, na którego dworze pracował Goya. Jego najstarszy żyjący syn infant Karol (1748–1819) był królem Neapolu i Sycylii, zrzekł się jednak swojego królestwa na rzecz syna i przybył do Madrytu w 1789 roku, aby objąć tron Hiszpanii jako Karol IV. Nowy król podobnie jak jego ojciec cenił prace Goi i mianował go swoim nadwornym malarzem. Z okazji koronacji powstał portret króla, na podstawie którego Goya wykonał kilka kopii różniących się wielkością i detalami.
Król przedstawiony w pozycji stojącej ma na sobie strój z czerwonego aksamitu ozdobionego srebrnymi haftami. Na jego piersi widnieją biało-błękitna wstęga i krzyż Orderu Karola III, czerwona wstęga neapolitańskiego Orderu św. Januarego i niebieska wstęga francuskiego Orderu św. Ducha. Order Złotego Runa, którego był wielkim mistrzem, jest zawieszony na szyi na czerwonej wstędze i oprawiony diamentami. Atrybuty władzy takie jak korona i purpurowy płaszcz z gronostajowym podbiciem zostały przedstawione w dyskretny sposób po prawej stronie, zgodnie z hiszpańską tradycją. Tło obrazu stanowi wytworna zielona zasłona.
Portret nie jest idealizowany, styl jest bliski naturalizmowi. Twarz króla nie zdradza inteligencji, ma dobroduszny wyraz.